# Club Olimpia
Club Olimpia je paraguayský fotbalový klub sídlící ve městě Asunción. Byl založen 25. července 1902 a od roku 1964 hraje své domácí zápasy na Estadio Manuel Ferreira pro 22 000 diváků.
Jde o historicky nejúspěšnější celek z Paraguaye, tamní ligovou soutěž opanoval celkově ve 44 případech (aktuální pro rok 2020).
Klub je známý též pod názvem Olimpia Asunción.
Pro Olimpii jsou rivaly týmy Cerro Porteño, Club Guaraní a Club Libertad.

## Historie
Olimpia vznikla roku 1902 a je nejstarším fotbalovým klubem v zemi. U jejího zrodu stála skupina mladých Paraguayců v čele s Williamem Paatsem z Nizozemska, který se měl velmi zasadit o popularizaci fotbalu v Paraguayi.
Olimpia sehrála první zaznamenaný zápas v historii tamního fotbalu proti Guaraní dne 25. listopadu 1903.
Roku 1906 byl klub u toho, když se začala hrát první domácí fotbalová ligová soutěž.
Roku 1913 se Olimpia prvně utkala s rivalem Cerro Porteño, utkání však skončilo nerozhodně 2:2.
Skutečná rivalita nabrala na obrátkách až počínaje 20. léty. Mezi roky 1927 a 1929 se Olimpia stala mistrem třikrát za sebou, bylo to poprvé, co se to někomu v paraguayské lize podařilo. Po tomto úspěchu se tým vydal na cesty po Chile a Peru, kde zdařile konfrontoval tamní kluby.
V roce 1960 se klub probojoval do finále prvního ročníku Poháru osvoboditelů, kde podlehl uruguayskému celku CA Peñarol 1:0 a 1:1. Tuto soutěž hráči Clubu Olimpia dokázali vyhrát poprvé v roce 1979. Od roku 1983 do roku 1986 trénoval tým Sergio Markarián, jenž mužstvo dovedl k titulu v letech 1983 a 1985. Roku 1986 nebylo daleko od dosažení finále Poháru osvoboditelů, když skončilo bod za kolumbijským América de Cali.
Následně se do finále dostali třikrát v řadě v letech 1989 až 1991, z těchto tří pokusů však dokázali vytěžit pouze jedno vítězství v roce 1990. Dosud posledního triumfu v Poháru osvoboditelů dosáhli roku 2002.
V roce 2013 dosáhli Paraguayci finále Copa Libertadores. Domácí utkání Olimpia zvládla a vyhrála 2:0, na hřišti brazilského Atlética Mineiro však prohrála 0:2, a protože finále nebylo rozhodnuto ani v prodloužení, došlo k penaltovému rozstřelu. V něm uspěli hráči Mineira.
V létě v roce 2016 se klubu navrátil zkušený, tu dobu už 35letý paraguayský útočník Roque Santa Cruz. Podzimní část domácí ligy (tzv. Clausura) se týmu povedla, přesto mistrovský titul získal Club Guaraní, který skončil bod před Olimpií. Úspěšnou periodou se stala jarní část (tzv. Apertura) ligy v roce 2019. Olimpia získala titul, na němž se podíleli Santa Cruz a jeho partner v útoku William Mendieta. Oba se stali nejlepšími ligovými střelci, každý z nich s 11 góly.
Poprvé od roku 2013 se Olimpia vměstnala mezi osmifinalisty Poháru osvoboditelů, kde však narazila na ekvádorský LDU Quito. Během podzimní části (Clausura 2019) se přiblížila k titulu po výhře nad rivalem Cerro Porteño. Superclásico ovládl právě Santa Cruz, který čtyřmi brankami zařídil tříbodové vítězství 4:2. Po remíze proti Guaraní 2:2 se klub z města Asunción dočkal dalšího mistrovského titulu.
V únoru 2020 mužstvo doplnil africký útočník Emmanuel Adebayor.

## Úspěchy
- 44× vítěz Primera División (1912, 1914, 1916, 1925, 1927, 1928, 1929, 1931, 1936, 1937, 1938, 1947, 1948, 1956, 1957, 1958, 1959, 1960, 1962, 1965, 1968, 1971, 1975, 1978, 1979, 1980, 1981, 1982, 1983, 1985, 1988, 1989, 1993, 1995, 1997, 1998, 1999, 2000, 2011 Clausura, 2015 Clausura, 2018 Apertura, 2018 Clausura, 2019 Apertura, 2019 Clausura)
- 1× vítěz Interkontinentálního poháru (1979)[1]
- 3× vítěz Poháru osvoboditelů (1979, 1990, 2002)[8]
- 2× vítěz Recopa Sudamericana (1991, 2003)[9]
- 1× vítěz Supercopa Sudamericana (1990)
- 1× vítěz Copa Interamericana (1979)

## Známí hráči
- Roque Santa Cruz (1988–1999, 2016–dnes)
- Carlos Humberto Paredes (1995–2000, 2008–2009, 2011–2015)
- Antolín Alcaraz (2019–současnost)